# May Henríquez

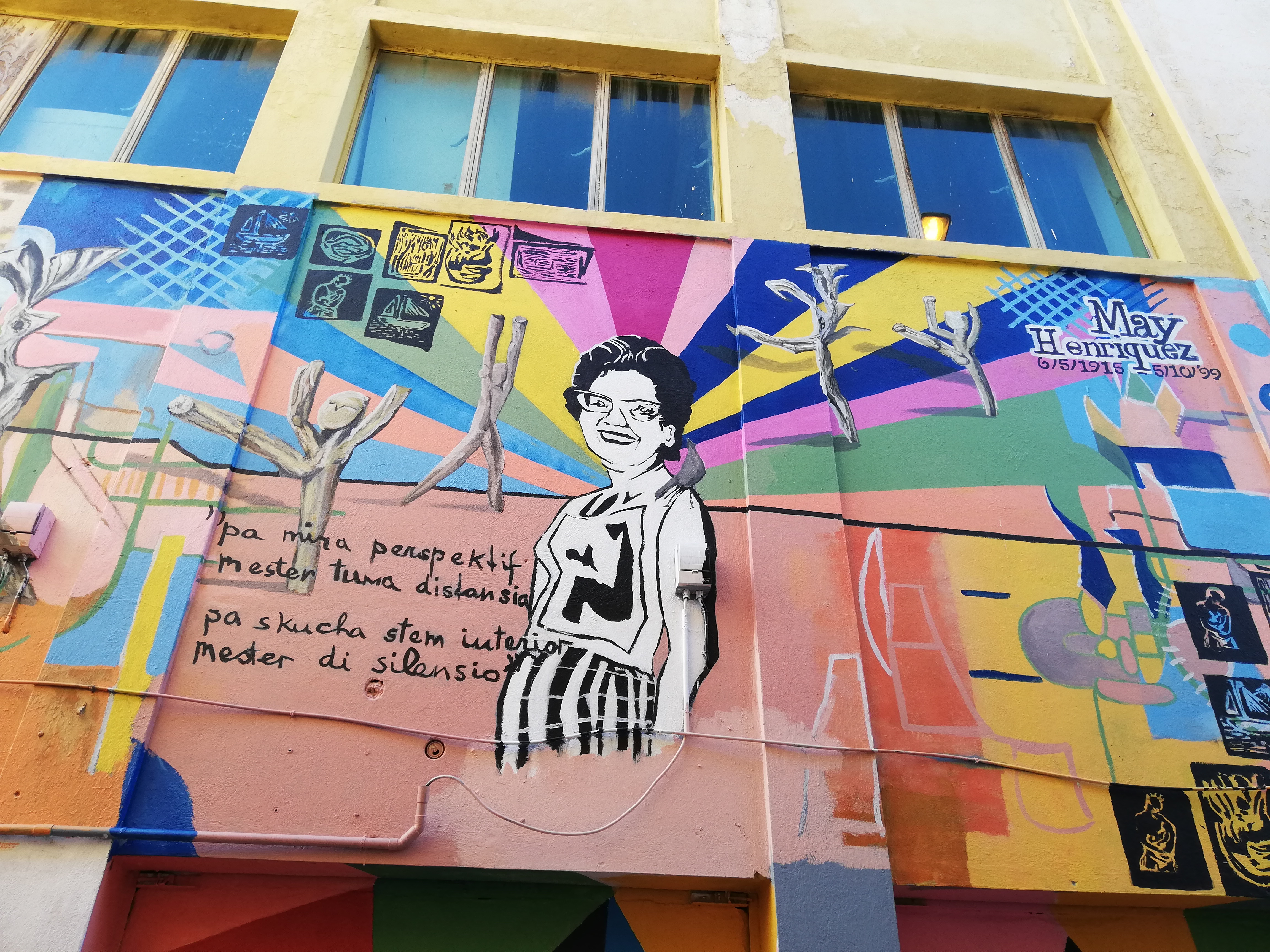
Mural en honor a May Henríquez elaborado por Avantia Damberg.

May Henríquez (6 de mayo de 1915 – 15 de octubre de 1999) fue una escultora, empresaria y escritora Curazoleña. Henriquez escribió y tradujo obras literarias al Papiamento, el idioma criollo basado en el portugués hablado en las Antillas Neerlandesas. Ha sido reconocida además por su apoyo al desarrollo del arte en la isla.

## Biografía
Henríquez nació como May Álvarez Correa, el 6 de mayo de 1915 en Willemstad, Curazao en una familia de comerciantes Sefardíes. Su padre fue cofundador del Banco Maduro & Curiel, y su madre era un miembro de la conocida familia Sefardí curazoleña Maduro. En casa, la lengua hablada era Papiamento. Luego de haber finalizado la secundaria, recibió clases privadas con el ministro H.E. Eldermans, quien le ayudó a desarrollar su interés por las artes. A la edad de 20 años, se casó con Max Henríquez, un ingeniero que trabajaba para la Royal Dutch Shell  en Venezuela, y luego de la boda, se mudaron a Lagunillas, Venezuela.
Durante la Segunda Guerra Mundial, su marido comenzó a trabajar para el Banco Maduro & Curiel,  regresaron a Curazao y se residenciaron en la casa de campo Bloemhof, propiedad de la familia de su esposo Max Henríquez. En 1947, se mudaron a Caracas por razones de negocios, donde Henríquez tomó un curso de escultura con el artista plástico Ernest Maragall. Entre 1949 y 1953, viajó varias veces a París por largas temporadas, para continuar sus estudios en la Académie de la Grande Chaumière, donde aprendió con Ossip Zadkine.

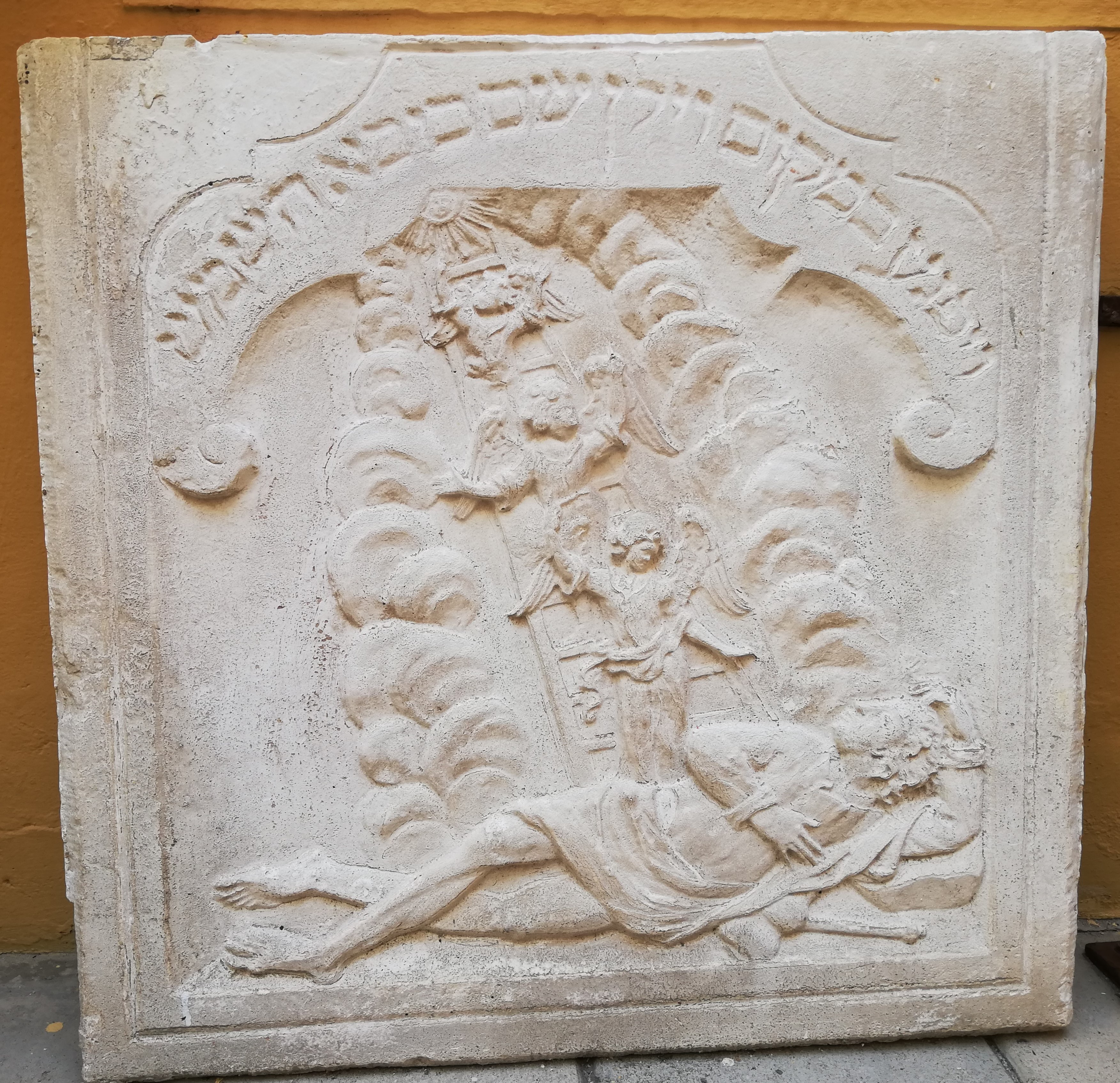
Escultura "Sueño de Jacob", basada en la lápida de su ancestro Jacob Álvarez Correa.

Al culminar sus estudios, Henríquez instaló su estudio en la cochera de la casa de campo Bloemhof. Comenzó a interesarse por la movida cultural curazoleña, y ya en 1950 co-fundó la Biblioteca Científica, la cual es hoy en día parte de la Universidad de Curazao, y fue electa presidenta de la Comisión Asesora Cultural de Curazao. La estancia Bloemhof se fue poco a poco convirtiendo en un lugar de reunión del mundo del arte curazoleño, atrayendo a artistas como Cola Debrot, Guillaume Cornelis van Beverloo y Peter Struycken.
En 1953, Henríquez comenzó a traducir guiones de obras de teatro al Papiamento. La obra Ami, Dokter? Lubidá!, una traducción de El médico a palos de Molière, se convirtió en un éxito. Esto animó a Henríquez a comenzar a traducir y adaptar más obras al Papiamento. Henríquez era considerada una talentosa escultora, y se mantuvo activa hasta mediados de la década de 1970, cuando se empezó a enfocar más en la escritura.
En 1981, Henríquez publicó Yaya ta konta, una colección de historias originales basadas en las tradiciones orales curazoleñas. En 1988,  publicó Ta asina o ta asana?, un estudio en la influencia de los judíos sefardíes en el desarrollo del Papiamento, la cual le mereció el premio Pierre Lauffer.
En 1982, Henríquez comenzó a trabajar para el Banco Maduro & Curiel, y fue electa presidenta del banco en 1996. En 1985, fue honrada con la Orden de Orange-Nassau con el grado de Oficial. Henríquez murió el 15 de octubre de 1999.

## Legado
Después de su muerte, Landhuis Bloemhof, la propiedad donde vivía y desarrolló su carrera artística, fue convertida en un museo y galería de arte en su honor. Henríquez había adquirido una extensa colección de arte y una vasta biblioteca durante su vida. En 2017, Henríquez  fue nombrada la 12.ª Mujer Excepcional de Curazao por su trabajo en la promoción y desarrollo del Papiamento. Ese mismo año, fue honrada apareciendo en un sello postal emitido en la isla.

## Esculturas
- Sueño de Jacob, inspirada en lápida de Jacob Alvarez Correa. Museo Judío de Curazao.

## Literatura
- Yaya ta konta (1981)
- Ta asina o ta asana? (1988)

## Ver además
- Landhuis Bloemhof